# كرة فائقة

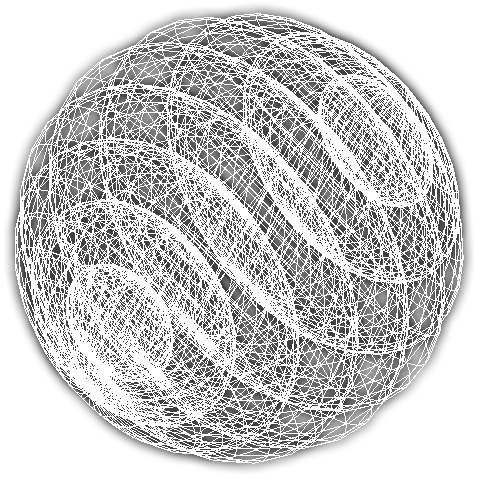
إسقاط ثلاثي الأبعاد للهايبرسفير، إحدى الأشكال في البعد الرابع.

في الهندسة الرياضية متعددة الأبعاد، الكرة الفائقة (بالإنجليزية: Hypersphere)‏ هي مجموعة نقاط تبعد مسافةً ثابتةً عن نقطة مُعطاة تُسمى المركز. تُعد الكرة الفائقة متعددة الشعب. ومع زيادة نصف قطرها، يزداد انحناؤها. المستويات الفائقة والكرات الفائقة هي مثال على السطوح الفائقة.

## للاستزادة
- Kazuyuki Enomoto (2013) Review of an article in International Electronic Journal of Geometry.ماثماتيكل ريفيوز3125833
- Jemal Guven (2013) "Confining spheres in hyperspheres", Journal of Physics A 46:135201, دُوِي:10.1088/1751-8113/46/13/135201